# 4월은 너의 거짓말
《4월은 너의 거짓말》은 아라카와 나오시의 일본 만화이다. 《월간 소년 매거진》(코단샤)에서 2011년 5월호부터 2015년 3월호까지 연재되었다. 약칭은 ‘키미우소’(君嘘).
2012년도 만화대상에서 노미네이트되었고, 2013년에 코단샤 만화상 소년 부문을 수상했다.
A-1 Pictures가 제작한 텔레비전 애니메이션은 2014년 10월 9일부터 2015년 3월 5일까지 후지 TV의 노이타미나 시간대에 방영했다. 대한민국에서는 애니플러스가 2014년 10월 13일부터 동시 방영했다. 미라지 엔턴테인먼트에서 한국어판을 수록한 블루레이를 판매하고 있다.

## 줄거리
피아노 영재 아리마 코우세이는 어려서부터 각종 콩쿠르에 입상하면서 모든 또래의 음악가에게 그의 이름을 알리게 된다. 하지만 그의 지도자이었던 어머니의 사망 이후 정신적 문제가 생기면서 피아노 대회에서 공연하던 도중 청각 기능에 문제가 없음에도 불구하고 자신이 연주하는 피아노 소리를 듣지 못하게 되어버린다. 대회 이후 그는 피아노를 그만두지만 소중한 친구 와타리와 츠바키와 함께 크게 다를 바 없는 하루하루를 보내 간다. 그러던 어느 날 한 소녀가 그의 모든 것을 뒤바꾸어놓는다. 예쁘고 자유로운 영혼의 바이올리니스트이며 친구 와타리를 좋아하는 소녀 미야조노 카오리를 만나면서부터 아리마 코우세이는 모노톤으로 보이던 세상이 컬러풀하게 변하는 것을 체험하게 된다.

## 등장인물
애니메이션의 성우는 일본/한국(블루레이) 순이다.
- 아리마 코우세이(有馬公生)(성우: 하나에 나츠키/이경태)
생일: 3월 28일
별자리: 양자리 (점성술)

- 미야조노 카오리(宮園かをり)(성우: 타네다 리사/이용신)
생일: 7월 4일
별자리: 게자리 (점성술)

- 사와베 츠바키(澤部 椿)(성우: 사쿠라 아야네/김서영)
생일: 5월 19일
별자리: 황소자리 (점성술)

- 와타리 료타(渡 亮太)(성우: 오오사카 료타/남도형)
생일: 4월 14일
별자리: 양자리 (점성술)

- 아이자 타케시(相座武士)(성우: 카지 유우키/김명준)
- 이가와 에미(井川絵見)(성우: 하야미 사오리/이지현)
- 아이자 나기(相座 凪)(성우: 카야노 아이/송하림)
- 이리마 사키(有馬早希)(성우: 노토 마미코/양정화)
- 세토 히로코(瀬戸紘子)(성우: 소노자키 미에/우정신)
- 타카야나기 아키라(高柳 明)(성우: 오오야마 타카노리/이동훈)
- 오치아이 유리코(落合由里子)(성우: 타나카 아츠코/안현서)
- 카자마(風間)(성우: 토비타 노부오/황창영)
- 사이토(斉藤)(성우: 오키츠 카즈유키/정재헌)
- 카시와기 나오(柏木奈緖)(성우: 이시가미 시즈카/김현지)
- 세토 코하루(瀬戸小春)(성우: 미나세 이노리/김서영)
- 미야조노 요시유키(宮園好是)(성우: 오오카와 토오루/민승우)
- 기타: 김연우, 김현욱

## 삽입곡
각 곡들의 바이올리니스트와 피아니스트가 연주한 영상이 단행본PR을 겸하여 YouTube의 코단샤(講談社) 공식 계정에 공개되어 있다.
- 모차르트 「작은별 변주곡」 (비디오 - 유튜브)
- 생상스 「서주와 론도 카프리치오소」 (비디오 - 유튜브)[3]
- 베토벤 바이올린 소나타 9번 「크로이처」 제 1악장 (비디오 - 유튜브)
- 바흐 「평균율곡집1-13」 (비디오 - 유튜브)
- 쇼팽 「에튀드 op.10-4」(비디오 - 유튜브)
- 쇼팽 「연습곡 Op. 25, 11번 (쇼팽)」 (비디오 - 유튜브)
- 쇼팽 「연습곡 (쇼팽)」 (비디오 - 유튜브)
- 바흐 「평균율1-3」 (비디오 - 유튜브)
- 바흐 「평균율1-15」 (비디오 - 유튜브)
- 크라이슬러 작곡, 라흐마니노프 편곡 「사랑의 슬픔」 (비디오 - 유튜브)
- 라흐마니노프 「사랑의 슬픔」 (비디오 - 유튜브)
- 차이콥스키 《잠자는 숲 속의 미녀》의 「장미의 아다지오 (비디오 - 유튜브)
- 차이콥스키 《잠자는 숲 속의 미녀》의 「왈츠」 (비디오 - 유튜브)

## 서지 정보
- 아라카와 나오시 《4월은 너의 거짓말》 코단샤 〈코단샤 코믹스〉, 전 11권
  1. 2011년 9월 16일 발매, ISBN 978-4-06-371301-5
  2. 2012년 1월 17일 발매, ISBN 978-4-06-371317-6
  3. 2012년 5월 17일 발매, ISBN 978-4-06-371327-5
  4. 2012년 9월 14일 발매, ISBN 978-4-06-371345-9
  5. 2013년 1월 17일 발매, ISBN 978-4-06-371359-6
  6. 2013년 5월 17일 발매, ISBN 978-4-06-371375-6
  7. 2013년 9월 17일 발매, ISBN 978-4-06-371387-9
  8. 2014년 1월 17일 발매, ISBN 978-4-06-371405-0
  9. 2014년 5월 16일 발매, ISBN 978-4-06-371418-0
  10. 2014년 10월 17일 발매, ISBN 978-4-06-371435-7 / ISBN 978-4-06-358747-0(패스 케이스 포함 한정판)
  11. 2015년 5월 15일 발매, ISBN 978-4-06-371467-8 / ISBN 978-4-06-358752-4(OVA 포함 한정판)

## TV 애니메이션
2014년 10월 9일부터 2015년 3월까지 후지 TV '노이타미나' 시간대에 2쿨로 방송되었다. 원작의 완결에 맞춰 애니메이션도 완결까지 그려졌다.

### 스태프
- 원작 - 아라카와 나오시
- 감독 - 이시구로 쿄헤이
- 시리즈 구성·각본 - 요시오카 타카오
- 캐릭터 디자인 - 아이케이 유키코
- 프롭 디자인 - 타카다 아키라
- 미술 감독 - 우스이 히사요
- 미술 설정 - 시오자와 요시노리
- 색채 설계 - 나카시마 카즈코
- 촬영 감독 - 세키야 요시히로, 노자와 케이스케
- 3D 디렉터 - 오노 류타
- 편집 - 미시마 아키노리
- 음향 감독 - 아케타가와 진
- 음악 - 요코야마 마사루
- 음악 프로듀서 - 사노 히로아키
- 음악 제작 - 애니플렉스, 에픽 레코드 재팬
- 치프 프로듀서 - 이와카미 아츠히로, 마츠자키 요코, 마츠시타 타쿠야
- 프로듀서 - 사이토 슌스케, 키무라 마코토, 타테이시 켄스케
- 애니메이션 프로듀서 - 후쿠시마 유이치
- 애니메이션 제작 - A-1 Pictures
- 제작 - 4월은 너의 거짓말 제작위원회(애니플렉스, 후지 텔레비전, 코단샤, 쿄라쿠 산업 홀딩스, 간사이 텔레비전 방송, 로손 HMV 엔터테인먼트, 덴쓰)

### 주제가
오프닝 테마
〈빛을 밝히면〉(光るなら)(제1화~제11화, OVA)
작사·작곡·편곡·노래 - Goose house
〈일곱 빛깔 심포니〉(七色シンフォニー)(제12화~제22화)
작사·작곡 - 오바타 야스히로, 안뉴 / 편곡 - 오바타 야스히로 / 노래 - 코알라모드.
엔딩 테마
〈반짝임〉(キラメキ)(제1화~제11화, OVA)
작사·작곡 - 하시구치 요헤이 / 편곡 - wacci & Ikoman / 노래 - wacci
〈오렌지〉(オレンジ)(제12화~제21화)
작사·작곡 - MICHIRU / 편곡 - 시라이시 사토리 / 노래 - 7!!
〈오렌지 (Acoustic Ver.)〉(제22화)
작사·작곡 - MICHIRU / 편곡 - 스즈키 슌스케 / 노래 - 7!!
삽입곡
〈My Truth〜ロンド・カプリチオーソ〉(제11화)
작사 - ENA☆ / 작곡·편곡 - 요코야마 마사루 / 노래 - ENA☆
〈For you〜月の光が降り注ぐテラス〉(제14화)
작사 - ENA☆ / 작곡·편곡 - 요코야마 마사루 / 노래 - ENA☆
〈キラメキ-公生とかをりの演奏Ver.-〉(제22화)
작사·작곡 - wacci / 편곡 - Ikoman / 노래 - wacci
〈せのび〜眠れる森の美女の“アダージョ”〉
작사 - ENA☆ / 작곡·편곡 - 요코야마 마사루 / 노래 - ENA☆

### 삽입곡(애니메이션)
〈피아노 소나타 14번 〈월광〉 제3악장〉(제1화)
작곡 - 루트비히 판 베토벤
〈비둘기와 소년〉(제1화)
작곡 - 히사이시 조
〈바이올린 소나타 9번 〈크로이처〉 제1악장〉(제2화)
작곡 - 루트비히 판 베토벤
〈서주와 론도 카프리치오소〉(제3, 4화)
작곡 - 카미유 생상스
〈에튀드 E단조 작품 25-5〉(제6, 7, 9, 10, 15화)
작곡 - 프레데리크 쇼팽
〈에튀드 A단조 작품 25-11〉(제6, 8, 9화)
작곡 - 프레데리크 쇼팽
〈에튀드 내림다단조 작품 10-4〉(제8화)
작곡 - 프레데리크 쇼팽
〈사랑의 슬픔〉(제12화)
작곡 - 프리츠 크라이슬러
〈사랑의 슬픔(피아노 독주판)〉(제12, 13화)
작곡 - 프리츠 크라이슬러
〈달빛〉(제15화)
작곡 - 클로드 드뷔시
〈에튀드 올림라단조 작품 8-12〉(제15, 21화)
작곡 - 알렉산드르 스크랴빈
〈"잠자는 숲속의 미녀"에서 〈왈츠〉(피아노 독주판)〉(제18화)
작곡 - 표트르 차이콥스키
〈에튀드 가단조 작품 10-12 〈혁명 에튀드〉〉(제19화)
작곡 - 프레데리크 쇼팽
〈발라드 제1번 사단조 작품 23〉(제21화)
작곡 - 프레데리크 쇼팽
〈발라드 제1번 사단조 작품 23〉(제22화)
작곡 - 프레데리크 쇼팽
〈평균율 클라비아 곡집 제1권 제1번 BWV846 푸가〉(OVA)
작곡 - 요한 제바스티안 바흐
〈피아노·소나타 제3번 제3악장 K.281〉(OVA)
작곡 - 볼프강 아마데우스 모차르트
〈피아노·소나타 제23번 〈열정〉 제3악장〉(OVA)
작곡 - 루트비히 판 베토벤

### 방영 목록
- 부제 풀이는 애니플러스의 표기를 따른다.

| 화수         | 부제                                       | 그림 콘티                       | 연출                                      | 작화 감독 | 연주 작화 감독                | 총작화 감독                 |
| ------------ | ------------------------------------------ | ------------------------------- | ----------------------------------------- | --- | ----------------------------- | --------------------------- |
| 제1화        | モノトーン／カラフル 모노톤 / 컬러풀       | 이시구로 쿄헤이                 | 이시구로 쿄헤이                           | 아이케이 유키코 | 아사카 카즈유키               | -                           |
| 제2화        | 友人A 친구A                                | 이시구로 쿄헤이                 | 하라다 타카히로                           | 미키 토시아키 코바야시 케이스케 | 아사카 카즈유키               | 아이케이 유키코             |
| 제3화        | 春の中 봄 안에                             | 칸베 마모루                     | 이와타 카즈야                             | 카와이 타쿠야 | 아사카 카즈유키               | 아이케이 유키코             |
| 제4화        | 旅立ち 여행                                | 칸베 마모루                     | 이와타 카즈야 코노 아야코 이시구로 쿄헤이 | 미키 슌스케 카와이 타쿠야 마키타 마사야 노노시타 이오리 야마다 신야 스가이 요시아키 코이즈미 하츠에 아사카 카즈유키                           | 아사카 카즈유키 쿠라타 아야코 | 아이케이 유키코 타카노 아야 |
| 제5화        | どんてんもよう 흐린 하늘                   | 이시하마 마사시                 | 이시하마 마사시 코지마 타카시             | 코지마 타카시 | -                             | 아이케이 유키코             |
| 제6화        | 帰り道 돌아오는 길                         | 이바타 요시히데                 | 이바타 요시히데                           | 노노시타 이오리 | 아사카 카즈유키               | 아이케이 유키코             |
| 제7화        | カゲささやく 그림자의 속삭임               | 칸베 마모루                     | 마지마 타카히로                           | 야마다 신야 | -                             | 아이케이 유키코             |
| 제8화        | 響け 울려라                                | 고토 케이지                     | 타카하시 히데토시                         | 카와이 타쿠야 | 아사카 카즈유키               | 아이케이 유키코             |
| 제9화        | 共鳴 공명                                  | 칸베 마모루                     | 쿠로키 미유키                             | 코이즈미 하츠에 | 아사카 카즈유키               | 아이케이 유키코             |
| 제10화       | 君といた景色 너와 함께한 풍경              | 나카무라 쇼코                   | 하라다 타카히로                           | 타카노 아야 | 아사카 카즈유키               | 아이케이 유키코             |
| 제11화       | 命の灯 생명의 등불                         | 아사쿠라 카이토                 | 이시구로 쿄헤이 카와코시 타카히로         | 야마시타 메구미 나카노 아키코 | -                             | 아이케이 유키코             |
| 제12화       | トゥインクル リトルスター 트윙클 리틀 스타 | 칸베 마모루                     | 후쿠시마 토시노리                         | 나가모리 요시히로 | 아사카 카즈유키               | 아이케이 유키코             |
| 제13화       | 愛の悲しみ 사랑의 슬픔                     | 쿠라타 아야코                   | 쿠라타 아야코                             | 노노시타 이오리 | 아사카 카즈유키               | 아이케이 유키코             |
| 제14화       | 足跡 발자국                                | 시바야마 토모타카               | 시바야마 토모타카                         | 코이즈미 하츠에 | -                             | 아이케이 유키코             |
| 제15화       | うそつき 거짓말쟁이                        | 칸베 마모루                     | 야지마 타케시                             | 키타지마 유키 야마시타 메구미 씨 컴퍼니 나무 애니메이션                                                                                       | 아사카 카즈유키               | 아이케이 유키코             |
| 제16화       | 似たもの同士 유유상종                      | 쿠로키 미유키                   | 쿠로키 미유키                             | 야마다 신야 노노시타 이오리 코이즈미 하츠에 미키 토시아키 아사카 카즈유키                                                                     | -                             | 타카노 아야                 |
| 제17화       | トワイライト 트와일라이트                  | 칸베 마모루                     | 코노 아야코                               | 미키 토시아키 타카다 아키라 | 아사카 카즈유키               | 아이케이 유키코             |
| 제18화       | 心重ねる 포개진 마음                       | 이시이 토시마사                 | 이시이 토시마사                           | 카와이 타쿠야 | 아사카 카즈유키               | 아이케이 유키코             |
| 제19화       | さよならヒーロー 안녕, 히어로              | 이바타 요시히데                 | 코사야                                    | 코이즈미 하츠에 노노시타 이오리 타카노 아야 야마다 신야 카와이 타쿠야                                                                         | 아사카 카즈유키               | 아이케이 유키코             |
| 제20화       | 手と手 손과 손                             | 칸베 마모루                     | 야지마 타케시                             | 노노시타 이오리 코이즈미 하츠에 카와이 타쿠야 야마다 신야 타카노 아야 소노베 아이코 오쿠다 요시코 카토 마유코 타카다 아키라 야부모토 카즈히코 | 아사카 카즈유키               | 아이케이 유키코             |
| 제21화       | 雪 눈                                      | 쿠라타 아야코 시바야마 토모타카 | 쿠라타 아야코 시바야마 토모타카           | 노노시타 이오리 코이즈미 하츠에 카도노소노 메구미 타카노 아야 카와이 타쿠야 야마다 신야                                                       | 아사카 카즈유키               | 아이케이 유키코             |
| 제22화       | 春風 봄바람                                | 이시구로 쿄헤이                 | 이시구로 쿄헤이 쿠로키 미유키             | 오쿠다 요시코 카와이 타쿠야 노노시타 이오리 타카노 아야 코이즈미 하츠에 이토 카오리 아사카 카즈유키 타카다 아키라 아이케이 유키코             | 아사카 카즈유키               | 아이케이 유키코             |
| 제23화 (OVA) | MOMENTS                                    | 이와타 카즈야                   | 이와타 카즈야                             | 아이케이 유키코 오쿠다 요시코 야마다 신야 이토 카오리                                                                                         | -                             | 아이케이 유키코             |

| 후지 TV 노이타미나 제2부       | 후지 TV 노이타미나 제2부                            | 후지 TV 노이타미나 제2부              |
| 이전 작품                      | 작품명                                              | 다음 작품                             |
| ------------------------------ | --------------------------------------------------- | ------------------------------------- |
| PSYCHO-PASS 신편집판 ※1시간 틀 | 4월은 너의 거짓말 ※여기까지 노이타미나 체제의 제2부 | アフロの変 ※여기부터 버라이어티 쇼 틀 |

## 영화
2016년 9월 10일에 공개되었다. 원작에서는 중학교 3학년이지만, 영화에서는 고등학교 2학년으로 설정이 변경되었다.

### 캐스트
- 미야조노 카오리 - 히로세 스즈
- 아리마 코세이 - 야마자키 켄토
- 사와베 츠바키 - 이시이 안나
- 와타리 료타 - 나카가와 타이시
- 세토 히로코 - 이타야 유카
- 아리마 사키 - 단 레이

### 스태프
- 감독 - 신조 타케히코
- 각본 - 타츠이 유카리
- 음악 - 요시마타 료
- 주제가 - 이키모노가카리 〈라스트 신〉 (에픽 레코드)
- 제작 - 후지 TV, 코단샤, 토호
- 기획·제작 간사 - 후지 TV
- 제작 프로덕션 - C&I 엔터테인먼트
- 배급 - 토호

### 내용주
1. ↑  일본어: 四月は君の嘘 시가쓰와 기미노 우소[*], 로마자: Shigatsu wa Kimi no Uso

### 참조주
1. ↑  “Shigatsu wa Kimi no Uso Manga Gets Noitamina Anime”. 《Anime News Network》. 2014년 3월 21일. 2014년 3월 21일에 확인함.
2. ↑  “애니플러스 최고의 신작을 공개 수배 합니다 - WANTED 2014.10”. 애니플러스. 2014년 9월 26일. 2014년 10월 12일에 확인함.
3. ↑  「사전 협의 및 음 맞추기 일절 없이」라는 편집부의 요청에 맞추어 연주
4. ↑  “'4월은 너의 거짓말' 노이타미나로 애니메이션화! A-1 Pictures 제작”. 코믹 나탈리. 2014년 3월 21일. 2014년 5월 7일에 확인함.
5. ↑  “히로세 스즈&야마자키 켄토 《4월은 너의 거짓말》 실사 영화화로 첫 공동 출연 W 주연”. ORICON. 2015년 9월 4일. 2015년 9월 4일에 확인함.
6. ↑  “〈4월은 너의 거짓말〉 실사 영화화! 히로세 스즈와 야마자키 켄토의 W 주연”. 코믹 나탈리. 2015년 9월 4일. 2015년 9월 5일에 확인함.